# سياسة دفاع

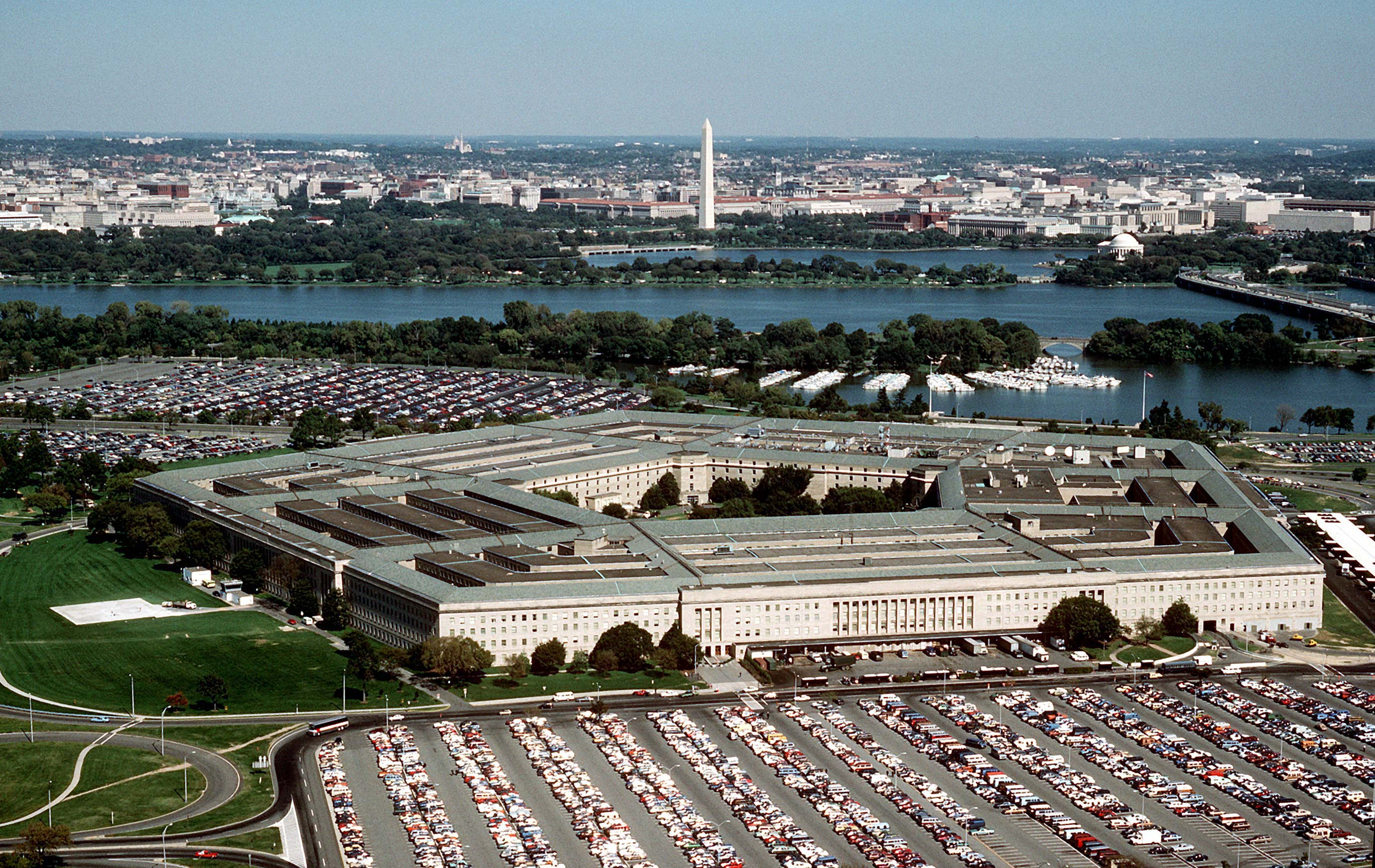

سياسة الدفاع هي السياسة العامة التي تتعامل مع الأمن الدولي والجيش. وتضم التدابير والمبادرات التي تأخذ بها أو لا تأخذ بها الحكومات فيما يتعلق بصنع القرار والأهداف الإستراتيجية مثل متى وكيف تفوَّض القوات المسلحة الوطنية.
وتستخدم لضمان الحفاظ على استقلال التنمية الوطنية والتخفيف من وطأة المصاعب المفروضة من الجهات الخارجية المعادية والعدوانية. في وزارة الدفاع (أو المنظمة المقابلة لها) يكون الوزير هو صانع القرار الرئيسي لسياسة الدفاع الوطني.

## الغرض
تحدد سياسة الدفاع التهديدات المعادية والعدوان بناءً على تحليل المعلومات الاستخبارية كما يقوم بتعريف المجال العسكري لالأمن القومي والتحالفات الدفاعية والاستعداد القتالي والتنظيم العسكري للقوات الوطنية واستخدامها التكنولوجيا العسكرية.
تحدد سياسة الدفاع الوطني إستراتيجية الدفاع الوطني و«متى» تُفوَّض القوات المسلحة الوطنية. كما تحدد سياسة الدفاع الوطني الموقف الإستراتيجي و«الكيفية» فيما يتعلق بأي تهديدات محتملة للإقليم الوطني ومجتمعه وبيئته واقتصاده ويحدد الخيارات المتاحة للتعامل مع تلك التهديدات. فكلما وفرت سياسة الدفاع خيارات أكثر للحكومة، كان ذلك أفضل في تشكيلها. والموقف الإستراتيجي يحدد بدورهالعقيدة العسكرية للقوات المسلحة. ويمكن أن تشمل هذه العقيدة مواجهة الأخطار التي تهدد المصالح الوطنية الواقعة خارج الأراضي الوطنية مثل الممرات الملاحية، ويتم تطوير إستراتيجية الدفاع والعقيدة العسكرية على الرغم من السياسة الإستراتيجية وعمليات تنمية القدرات.

## التطوير
يتم وضع سياسة الدفاع من خلال عملية السياسة الدفاعية لاتخاذ القرارات التنظيمية الهامة، بما في ذلك، تحديد الأولويات والبدائل المختلفة مثل أفراد الدفاع وبرامج التكنولوجيا أو أولويات الميزانية وكذلك الاختيار من بينها على أساس تأثيرها على التنمية الوطنية الشاملة. يمكن فهم سياسات الدفاع كآليات سياسية وتنظيمية ومالية وإدارية وتنفيذية لتحقيق أهداف وغايات عسكرية واضحة.

## التطبيقات
تتناول سياسة الدفاع تحقيق أهدافها وأغراضها العسكرية من خلال الإدلاء بتصريحات واضحة حول القدرة المطلوبة في: الاستعداد القتالي والتنظيم العسكري والعلاقات السياسية والعسكرية (السيطرة المدنية على الجيش) ودور القوات المسلحة القوات المسلحة والقيادة والمراقبة والاستخبارات العسكرية ومكافحة التجسس والدبلوماسية الدفاعية والقدرة على الدفاع من حيث (التكنولوجيا والتنقل والعتاد والخدمات اللوجيستية) وتقادم المجموعة والكفاءة المهنية والتدريب والتوظيف والتغير الاجتماعي في الجيش والقوات الدائمة وقوات الاحتياط العسكرية والتجنيد الإجباري.
وتختلف سياسة الدفاع عن قواعد الاشتباك التي تحدد متى وأين وكيف تستخدم التشكيلات والوحدات العسكرية.